# Nordsandnes
Nordsandnes est une localité du comté de Nordland, en Norvège.

## Géographie
Administrativement, Nordsandnes fait partie de la kommune de Gildeskål.